# Ocinara
Ocinara é um gênero de mariposa pertencente à família Bombycidae.

## Espécies
- Ocinara abbreviata
- Ocinara albiceps
- Ocinara albicollis
- Ocinara albivertex
- Ocinara arabica
- Ocinara bifurcula
- Ocinara dilectula
- Ocinara ficicola
- Ocinara grisea
- Ocinara ianthe
- Ocinara leucoides
- Ocinara maculifrons
- Ocinara malagasy
- Ocinara metallescens
- Ocinara obliquisigna
- Ocinara obscurata
- Ocinara ochraceipennis
- Ocinara pallicornis
- Ocinara polia
- Ocinara ruficollis
- Ocinara tamsi
- Ocinara waringi[2]